# La Planète de M. Sammler
La planète de Mr. Sammler (Mr. Sammler's Planet) est un roman de Saul Bellow publié en 1970 aux États-Unis, puis traduit en français par Michel Lederer et publié en 2012 par les éditions Gallimard.
Arthur Sammler, un vieux juif polonais, survivant de la Shoah, regarde de son unique œil intact le monde des pickpockets noirs, des étudiants révolutionnaires et de la jeune génération mal élevée, hyperactive et sexuellement libérée...

## Résumé
Le roman se déroule pour l'essentiel à New-York dans les années soixante : un homme juif de plus de soixante dix ans, disposant de tout son temps, laisse son esprit vagabonder, et apprend à compatir dans la société américaine du rêve américain. Il raconte, au fil des rencontres, son parcours de vie semé d'expériences existentielles fortes liées à la seconde guerre mondiale et aux effroyables épreuves imposées aux juifs européens (il est rescapé de l'holocauste).
Lui et sa fille Shula vivent en partie grâce à l'aide du Dr Arnold Gruner (Elya), et de ses enfants Angela et Wallace. Le docteur a permis l'exil en 1947 de la famille Sammler aux USA, et il a pourvu aux besoins de logement et d'existence. La fortune du docteur, renommé chirurgien, s'est réalisée en partie grâce à des avortements illégaux, payés en cash, actes réalisés clandestinement, notamment aux profits de membres de la mafia.
Que faire lorsqu'il est témoin des vols d'un pickpocket, grand noir superbement habillé, dans le bus ? Que faire quand le pickpocket s'aperçoit qu'il est pris en flagrant délit ? A qui en parler, mais faut-il en parler, au risque d'inquiéter inutilement ? Le dénoncer, porter plainte sans être soi-même victime ?
Ancien professeur universitaire, spécialiste de H.G. Wells, au cours d'une conférence quasi-improvisée, il se rend compte de son décalage avec le style de vie et les réflexions de ces jeunes étudiants venus l'écouter. Notamment la liberté sexuelle pratiquée et évoquée sans la moindre pudeur...
Les moments passés avec les membres de sa famille, ses hôtes et ses amis sont aussi l'occasion de cette prise de conscience : il n'est plus dans le coup, définitivement...

## Personnages
Le nombre de personnages n'est pas très important, mais les liens entre eux sont compliqués. 
- Artur Sammler, rescapé de l'holocauste, soixante dix ans. Il a perdu un œil. Spécialiste de H.G. Wells qu'il a pu fréquenter et dont il a écrit une biographie. A été élevé dans une famille juive, mais de libres-penseurs polonais.
- Antonina, son épouse, décédée en Pologne en 1940.
- Shula Sammler, sa fille majeure. Eisen son costaud mari, blessé à Stalingrad, puis en Roumanie, exilés à Haïfa (Israël). Eisen tabasse son épouse et Mr Sammler décide de récupérer sa fille avant qu'il ne soit trop tard et la ramène à New-York. Ils vivent aux bons soins du Dr Gruner.
- Margotte (Arkin), nièce par alliance de A. Sammler (nièce de sa femme), mariée à Ussher Arkin, décédé (chute d'avion), enseignant en théorie politique. La famille de Margotte a été massacrée par les nazis alors qu'elle était partie en 1937. Elle reçoit de ce fait une indemnité de guerre de l'Allemagne de l'ouest en dédommagement des biens dont elle a été spoliés.
- Dr Arnod Gruner de New-Rochelle, chirurgien réputé, gestionnaire d'actifs financiers. Il subit une intervention chirurgicale délicate (rupture d'anévrisme) et il est hospitalisé dans un état critique. Il se considère comme le neveu de Mr Sammler.
- Angela Gruner, sa fille, un peu plus de 30 ans. Considérée comme un alcoolique fofolle dispendieuse par Mr Sammler, elle recherche un homme avec « un cerveau juif, une bite noire, une beauté nordique. »
- Wallace, cadet, son fils photographe et pilote d'avion, qui veut créer une entreprise de photo aérienne avec un projet agricole.
- Lionel Feffer, étudiant, demande à Mr Sammler de venir faire une conférence sur les années trente dans un séminaire. Sammler, interpelé par un étudiant qui considère George Orwell comme un contre-révolutionnaire, générant ainsi une échauffourée, doit s'extraire seul de l'amphithéâtre, abandonné qu'il est pas Feffer...
- Docteur V. Govinda Lal, rédacteur d'un ouvrage L'Avenir de la lune, s'est fait voler son manuscrit du livre, au cours d'une conférence où était présente Shula.
- Walter Bruch, cousin de Margotte et des Gruner. Baryton et musicologue. Plus de soixante ans. Il expose sa philosophie et son fantasme sexuel à Mr Sammler...
- Wharton Horricker, petit ami d'Angela, spécialiste des études de marché et génie de la statistique et culturiste. Part au Mexique avec Angela.
- Emil, fidèle chauffeur du Dr Gruner.
- Dr Cosbie, chirurgien qui a opéré Elya Gruner de son anévrisme sur la carotide.

## Réception
- National Book Award, 1971